# TRT 2
TRT 2 – turecki kanał telewizyjny. Został uruchomiony w 1986 roku.